# Mario Gavranović
Mario Gavranović (ur. 24 listopada 1989 w Lugano) – szwajcarski piłkarz chorwackiego pochodzenia, grający na pozycji napastnika. 

## Życiorys
Jest wychowankiem klubu Team Ticino. W 2006 roku trafił do FC Lugano – w tym klubie występował przez dwa lata. Następnie trafił do Yverdon-Sport FC. W sezonie 2009/2010 przebywał na wypożyczeniu w klubie Neuchâtel Xamax. W lutym 2010 roku trafił do FC Schalke 04. Kwota transferu wyniosła 1,6 miliona euro. W Bundeslidze zadebiutował 17 kwietnia 2010 roku w meczu z Borussia Mönchengladbach. W sezonie 2011/2012 był wypożyczony do 1. FSV Mainz 05. W latach 2012–2016 grał w FC Zürich, a latem 2016 trafił do HNK Rijeka. W latach 2018–2021 grał w Dinamie Zagrzeb.
Występował w trzech reprezentacjach juniorskich kraju: U-17, U-19 oraz U-21. W reprezentacji seniorskiej zadebiutował 26 marca 2011 w meczu przeciwko Bułgarii.
Jego rodzina wywodzi się z Gradačacu, które obecnie znajduje się w Bośni i Hercegowinie. Są to bośniaccy Chorwaci.